# Hotel Zlatibor (Užice)
Hotel Zlatibor (v srbské cyrilici Хотел Златибор) je jedna z dominant centra města Užice v západním Srbsku.
Hotel nese název podle nedalekého pohoří Zlatibor, které je v Srbsku velmi populární díky zimním sportům. Již v dobách meziválečné Jugoslávie existoval v Užici hotel s tímto názvem; po jeho zboření došlo k úbytku návštěvníků v Užici a tak padlo rozhodnutí o výstavbě nového, moderního objektu, který by splnil dobové požadavky turistů. Brutalistický hotel byl vybudován podle projektu černohorské architektky Svetlany Radović v centru města, na Náměstí Partyzánů (srbsky Trg partizana). Má celkem patnáct pater. Jeho výstavba probíhala na přelomu 70. a 80. let; zahájena byla v roce 1975 a slavnostně byl otevřen dne 24. září 1981. Kvůli jeho šedé barvě je místním obyvatelstvem posměšně nazýván Sivonja (Šedák).
Ve své době se jednalo o unikátní luxusně vybavený objekt, který disponoval 148 pokoji. Díky blízkosti nedaleko nově zbudovaného nádraží v Užici na trati z Bělehradu do Baru měl dobré dopravní spojení. Hotel se stal centrem řady společenských akcí a symbolem toho, co mohlo Užice nabídnout jak domácím, tak i zahraničním návštěvníkům.